# Schnellfahrstrecke Lissabon–Porto
| Streckenlänge: | 298 km               |                                                              |                                                              |
| Spurweite: | 1435 mm (Normalspur) |                                                              |                                                              |
| |                      |                                                              |                                                              |
| \| \| \| Schnellfahrstrecke von Vigo \| \| \| \| \| Linha do Minho von Valença \| \| \| \| 298 \| Porto-Campanhã \| Porto-Campanhã \| \| \| \| Linha do Minho von/nach Porto São Bento \| \| \| \| \| Linha do Norte nach Lissabon Santa Apolónia \| \| \| \| \| \| \| \| \| \| Schnellfahrstrecke von/nach Madrid \| \| \| \| \| Linha do Norte von Porto-Campanhã \| \| \| \| \| Aveiro \| \| \| \| \| Linha do Norte nach Lissabon Santa Apolónia \| \| \| \| \| \| \| \| \| \| Linha do Norte von Porto-Campanhã \| \| \| \| \| Coimbra–B \| \| \| \| \| Linha do Norte nach Lissabon Santa Apolónia \| \| \| \| \| \| \| \| \| \| Linha do Oeste von Figueira da Foz \| \| \| \| \| Leiria \| \| \| \| \| Linha do Oeste nach Agualva-Cacém – Lissabon \| \| \| \| \| \| \| \| \| \| Linha do Norte von Porto-Campanhã \| \| \| \| 0,0 \| Lissabon-Oriente \| Lissabon-Oriente \| \| \| \| Linha de Cintura nach Alcântara-Terra/Linha do Sul nach Faro \| \| \| \| 2,5 \| Lissabon Braço de Prata durch SFS-Züge nicht bedient \| Lissabon Braço de Prata durch SFS-Züge nicht bedient \| \| \| \| nach Barreiro \| \| \| \| \| nach Barreiro \| \| \| \| \| Linha do Norte nach Lissabon Santa Apolónia \| \| |                      |                                                              |                                                              |
| Strecke (außer Betrieb) |                      | Schnellfahrstrecke von Vigo                                  | Schnellfahrstrecke von Vigo                                  |
| Abzweig ehemals geradeaus und von rechts |                      | Linha do Minho von Valença                                   | Linha do Minho von Valença                                   |
| Bahnhof | 298                  | Porto-Campanhã                                               | Porto-Campanhã                                               |
| Abzweig geradeaus und nach links |                      | Linha do Minho von/nach Porto São Bento                      | Linha do Minho von/nach Porto São Bento                      |
| Abzweig ehemals geradeaus und nach links |                      | Linha do Norte nach Lissabon Santa Apolónia                  | Linha do Norte nach Lissabon Santa Apolónia                  |
| Strecke (außer Betrieb) |                      |                                                              |                                                              |
| Abzweig geradeaus, nach links und von links (Strecke außer Betrieb) |                      | Schnellfahrstrecke von/nach Madrid                           | Schnellfahrstrecke von/nach Madrid                           |
| Abzweig ehemals geradeaus und von links |                      | Linha do Norte von Porto-Campanhã                            | Linha do Norte von Porto-Campanhã                            |
| Bahnhof |                      | Aveiro                                                       | Aveiro                                                       |
| Abzweig ehemals geradeaus und nach links |                      | Linha do Norte nach Lissabon Santa Apolónia                  | Linha do Norte nach Lissabon Santa Apolónia                  |
| Strecke (außer Betrieb) |                      |                                                              |                                                              |
| Abzweig ehemals geradeaus und von links |                      | Linha do Norte von Porto-Campanhã                            | Linha do Norte von Porto-Campanhã                            |
| Bahnhof |                      | Coimbra–B                                                    | Coimbra–B                                                    |
| Abzweig ehemals geradeaus und nach links |                      | Linha do Norte nach Lissabon Santa Apolónia                  | Linha do Norte nach Lissabon Santa Apolónia                  |
| Strecke (außer Betrieb) |                      |                                                              |                                                              |
| Abzweig ehemals geradeaus und von rechts |                      | Linha do Oeste von Figueira da Foz                           | Linha do Oeste von Figueira da Foz                           |
| Bahnhof |                      | Leiria                                                       | Leiria                                                       |
| Abzweig ehemals geradeaus und nach rechts |                      | Linha do Oeste nach Agualva-Cacém – Lissabon                 | Linha do Oeste nach Agualva-Cacém – Lissabon                 |
| Strecke (außer Betrieb) |                      |                                                              |                                                              |
| Abzweig ehemals geradeaus und von links |                      | Linha do Norte von Porto-Campanhã                            | Linha do Norte von Porto-Campanhã                            |
| Bahnhof | 0,0                  | Lissabon-Oriente                                             | Lissabon-Oriente                                             |
| Abzweig geradeaus, nach rechts und von rechts |                      | Linha de Cintura nach Alcântara-Terra/Linha do Sul nach Faro | Linha de Cintura nach Alcântara-Terra/Linha do Sul nach Faro |
| Bahnhof | 2,5                  | Lissabon Braço de Prata durch SFS-Züge nicht bedient         | Lissabon Braço de Prata durch SFS-Züge nicht bedient         |
| Abzweig geradeaus und ehemals nach links |                      | nach Barreiro                                                | nach Barreiro                                                |
| Kreuzung geradeaus unten (Querstrecke außer Betrieb) |                      | nach Barreiro                                                | nach Barreiro                                                |
| Strecke |                      | Linha do Norte nach Lissabon Santa Apolónia                  | Linha do Norte nach Lissabon Santa Apolónia                  |

Die Schnellfahrstrecke Lissabon–Porto (portugiesisch Linha de Alta Velocidade Lisboa–Porto) sollte die beiden größten portugiesischen Metropolstädte Lissabon und Porto ab 2015 miteinander in Normalspur verbinden. Der fertige Entwurf sah eine 298 Kilometer lange Strecke vor, welche die Züge in einer Stunde und 11 Minuten (ohne Zwischenhalte) zurücklegen sollten, was eine Einsparung von rund 50 % gegenüber heute wäre. Heute benötigt der Alfa Pendular knapp drei Stunden zwischen Santa Apolónia und Campanhã mit acht Zwischenhalten (inklusive Lissabon Oriente). Die Pläne für den Bau wurden 2012 ad acta gelegt und 2021 wieder aufgenommen.

## Verlauf
Die Strecke sollte zwischen den Bahnhöfen Lissabon Oriente und Porto-Campanhã verlaufen. Zwischenhalte waren in Coimbra, Leiria und Aveiro vorgesehen. Vorwiegend sollte sie mehr oder weniger parallel zur Linha do Norte verlaufen, jedoch durchgehend Geschwindigkeiten von 250 km/h ermöglichen.

### Verlauf in Mittelportugal
Nördlich von Lissabon gab es mehrere Varianten, die Strecke ab Santarém einerseits über Leiria an der Linha do Oeste oder über Entroncamento – Tomar zu führen. Man hatte sich für die Anbindung Leirias entschieden. Die Stadt sollte einer der drei Zwischenhalte zwischen Lissabon und Porto sein.

### Verlauf im Großraum Lissabon
Lange Zeit gab es Diskussionen, ob die Strecke zwischen Azambuja und Lissabon am westlichen oder am östlichen Tejoufer erstellt werden soll. Letztlich hatte man sich dazu entschieden, die Strecke am Westufer zu bauen. Der geplante Flughafen bei Alcochete sollte durch die Schnellfahrstrecke Lissabon–Madrid Anschluss ans Hochgeschwindigkeitsnetz erhalten. Die Diskussion entstand, da der neue Großflughafen ursprünglich in Ota nördlich von Lissabon vorgesehen war.

#### Variante A
Die zuletzt geplante Variante Margem Direita – Oriente/Campanhã sah vor, dass die Strecke bei Azambuja die Linha do Norte kreuzt und dann westlich von Sacavém ins Lissabonner Stadtgebiet eintritt und dann bei der Gare do Oriente ins bestehende Eisenbahnnetz eingefügt wird. Mit dieser Variante hätte sich die Schnellfahrstrecke auf die oben erwähnten 298 Kilometern erstreckt. Sie wäre auch kostengünstiger als die Variante B und hat zudem den Vorteil, dass zwischen Madrid und Porto direkte Züge verkehren können, ohne in Lissabon Oriente wenden zu müssen.

#### Variante B
Die Margem Esquerda – Oriente/CTA/Campanhã hätte vorgesehen, dass die Strecke bei Azambuja den Tejo und den Rio Sorraia überqueren sollte und dann am Ostrand des Campo Tiro de Alcochete entlang verlaufen wäre, um östlich von Montijo in ein riesiges Gleisdreieck mit der Schnellfahrstrecke Lissabon–Madrid zu münden. Danach wären die Züge auf der Terceira Travessia do Tejo von Süden her in den Oriente-Bahnhof eingefahren. Mit dieser Variante wäre die Strecke insgesamt 342 Kilometer lang gewesen und ohne Zwischenhalte hätten die Züge 1 Stunde und 24 Minuten gebraucht, um von Porto nach Lissabon zu gelangen. Abgesehen von der längeren Dauer und den höheren Kosten hätten Züge, welche zwischen Madrid und Porto verlaufen wären, in Lissabon Kopf machen müssen.

## Geschichte
Der Bau der Strecke sollte 2010 beginnen, damit 2013 die ersten Züge hätten rollen können. Aufgrund der schweren Finanzkrise Portugals entschied die sozialistische Minderheitsregierung unter Premierminister José Sócrates, das Vorhaben um mindestens zwei Jahre zu verschieben. Im März 2012 verkündete das Wirtschaftsministerium, dass die Pläne endgültig verworfen werden.
Im Jahr 2021 gab die Regierung Costa bekannt, die Planungen für den Bau der Strecke voranzutreiben. Die für den Bau notwendigen Umweltverträglichkeitsstudien sollen laut Minister für Infrastruktur Pedro Nuno Santos Anfang 2022 beginnen. Bis Ende des Jahres sollen die Studien abgeschlossen und damit ein Baubeginn im Jahr 2023 ermöglicht werden. Im Jahr 2027 soll die Reisedauer von Porto-Campanhã nach Lissabon auf unter 2 Stunden reduziert werden. Im Jahr 2030 sollen die Züge für die Strecke dann nur noch eine Stunde und 17 Minuten benötigen.